# Lost Horizons (Abney Park)
Lost Horizons è il nono album in studio del gruppo musicale statunitense Abney Park, pubblicato nel 2008.

## Tracce
1. Airship Pirate
2. The Emperor's Wives
3. Sleep Isabella
4. She
5. The Secret Life of Doctor Calgori
6. This Dark and Twisty Road
7. Herr Drosselmeyer's Doll
8. Virus
9. I Am Stretched on Your Grave
10. Post-Apocalypse Punk + The Ballad of Captain Robert